# Huángbò Xīyùn

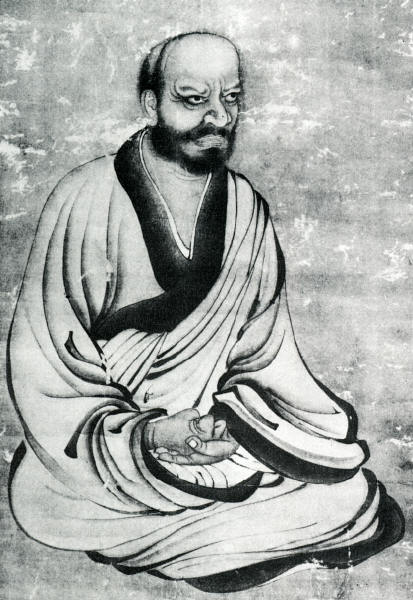
Línjì Yìxuán (臨濟義玄; giapponese: Rinzai Gigen) in un dipinto dell'artista giapponese Genro Suio (1717-1789) conservato presso il New Orleans Museum of Art. Da notare che per quanto il discepolo di Huángbò, Línjì, sieda nella postura meditativa detta zazen, la mudrā che formano le due mani non è quella relativa alla meditazione, la mano destra è infatti serrata in un pugno.

(Huángbò Xīyùn. Huángbòshān Duànjì chánshī chuánxīn fǎyào, 8 (黃檗山斷際禪師傳心法要, T.D. 2012))
Huángbò Xīyùn (黃檗希運, anche: Huang-po Hsi-yün. In giapponese: Ōbaku Kiun; ... – 850) è stato un monaco buddista cinese, e un importante maestro della scuola buddista cinese Chán.

## Biografia
Huángbò nacque a Fuzhou (oggi Fujian) in una data a noi sconosciuta. Entrò da giovane nel monastero Jianfu (建福寺) collocato sul Monte Huángbò (黃檗山) da cui derivò il nome e con cui tutt'oggi viene conosciuto. Raggiunta la maturità, Huángbò decise di lasciare il tempio di Jianfu per compiere un pellegrinaggio sui Monti Tiāntái (天台山), sede dell'omonima scuola buddista Tiāntái. Successivamente giunse nella capitale Chang'an e, secondo lo Huángbò Xīyùn chánshī yǔlù (黃檗希運禪師語錄, "Raccolta dei detti del maestro chán Huángbò" Zokuzōkyō 1,1,8), appena entrato nella capitale incontrò una donna che gli consigliò di raggiungere il famoso maestro chán Mǎzǔ Dàoyī (馬祖道一, 707-786) a Nankang (nello Jiangxi). Raggiunto Mǎzǔ scoprì che il maestro era appena deceduto ma decise ugualmente di fermarsi presso quel tempio e di divenire allievo del successore di Mǎzǔ, Báizhàng Huáihǎi (百丈懷海, 720-814). Huángbò Xīyùn viene descritto dalle cronache monastiche del tempo come un uomo molto alto e di grande corporatura con una piccola protuberanza sulla fronte.
Così il Wǔdēng huìyuán (五燈会元, giapp. Gotō egen, Compendio delle cinque lampade) racconta il loro primo incontro:
Il Jǐngdé zhuàndēng lù (景德傳燈錄, giapp. Keitoku dentō roku, "Raccolta della Trasmissione della Lampada", redatto nel 1004 da Dàoyuán (道原), al T.D. 2076) riporta un altro aneddoto:
Successivamente Huángbò soggiornò presso i templi di altri due discepoli di Mǎzǔ Dàoyī: quello di Nánquán Pǔyuàn (南泉普願, 748-835) presso Chizhou e quello di Yánguān Qí'ān (鹽官齊安, 750?-842) presso Hangzhou.
Nell'833 si trasferì al tempio Da'an (大安寺) nella città di Hongzhou (洪州).

## Gli insegnamenti
Ciò che è noto degli insegnamenti di Huángbò ci è pervenuto da due testi: lo Ch'uan-hsin Fa-yao (L'essenza della Mente della Trasmissione) e il Wan-ling Lu (Memorie di Wan-ling, gispp.: Enryōroku) scritti dal discepolo di Huángbò's Pei Xiu. Questi due testi sono gli unici di questo maestro nella prima letteratura Chan datati precisamente dallo stesso Pei Xiu all'8 ottobre 857
Sono anche i primi testi lunghi dello Zen che sono stati tradotti in Inglese.
Egli raccolse gli insegnamenti dai suoi stessi appunti e spedì il manoscritto ai monaci anziani del Monte Huangbo per ulteriori correzioni e modifiche.
La versione "ufficiale" dei testi di Huangbò fu diffusa come parte del Ching-te ch'üan-teng lu( Raccolta della Trasmissione della Lampada del periodo Ching-te) nel 1004. 
Questa raccolta è divisa più o meno equamente tra i sermoni del maestro e i dialoghi a domande e risposte tra il maestro e i discepoli o tra il maestro e alcuni laici.

### Mente unica
Il metodo di Huángbò era basato sul concetto di Xin (giapp: shin), quella "mente intuitiva" la ricerca dell'enssenza della quale fu fondamentale per il buddismo cinese per più di due secoli.
Egli insegnava che questa mente non potesse essere cercata con la mente razionale. Nonostante ciò, uno dei suoi detti più importanti era "La mente è il Buddha". Egli disse:
Affermò inoltre:
Huangbò rigettò ogni tipo di dualismo, specialmente quello tra stato "ordinario" e "illuminato":

### Tathāgatagarbha
Poiché tutto è Mente del Buddha, ogni azione che riflette il Buddha è azione di un Buddha. Quest'insegnamento di Huángbò riflette il concetto indiano di Tahthagathagarbha, o Natura di Buddha, che afferma che la natura di un Buddha è intrinseca ad ogni essere senziente. Quindi, Huángbò insegnò che era inutile ricercare il Buddha al di fuori di sé stessi nel momento presente:
Huángbò ricorda molto chiaramente che ogni forma di ricerca non è solo inutile, ma è d'ostacolo per la chiarezza:
Più avanti, egli afferma che:

### Non attaccarsi ai testi
Secondo le raccolte, Huángbò evitava di riferirsi ai testi dottrinali. Questo trova un esempio nel seguente racconto:
Pei Xiu si presentò a Huángbò con un testo che aveva composto sulla sua comprensione dello Zen.
Huángbò lasciò il testo senza leggerlo e, dopo una lunga pausa, chiese: "Hai capito?"
Pei Xiu rispose "Non capisco".
Huángbò disse: "Se non può essere compreso in questa maniera, non è il vero insegnamento. Se può essere visto in carta e inchiostro, non è l'essenza della nostra scuola."
Huángbò sapeva che i praticanti dello Zen rimanevano spesso attaccati alla ricerca dell'illuminazione e, per questo, egli ammoniva sempre che questo costituiva un ostacolo per il Risveglio:
Ma sebbene Huángbò ricordasse spesso di evitare di dipendere da testi dottrinali, puntando alla necessità di un'esperienza diretta invece che allo studio dei sutra, come spesso accade con i maestri Zen, la sua raccolta mostra che egli era invece famigliare con una grande selezione di testi Buddisti, incluso il Sutra del Diamante, il Sutra di Vimalakirti e il Sutra del Loto.

### Picchiare e urlare
Huángbò viene inoltre ricordato per il suo singolare metodo di insegnamento, che includeva l'uso di urla e di schiaffi, pugni e bastonate precedentemente usato da Mazu. 
Esiste infatti un certo numero di casi in cui Huangbò schiaffeggiò i propri discepoli. La Raccolta della Roccia Blu riporta la storia del futuro imperatore della Cina che, nascosto in un monastero Zen come monaco novizio, ricevette uno schiaffo dal maestro Huangbò per aver chiesto come mai si inchinasse di fronte all'immagine del Budda.
Il caso più famoso tra questi è quello in cui Línjì Yìxuán, seguito dal capo dei monaci Muzhou Daoming, fu mandato a chiedere a Huángbò il significato del Buddismo dopo che aveva praticato nel suo monastero tre anni senza ottenere nessun incontro con lui. Linji si recò tre volte dal maestro, e per tre volte ottenne una sberla come risposta.
La sua apparente mancanza di rispetto fu estesa alla sua stessa figura:
Un monaco si fece avanti e chiese: "Come puoi dire una cosa del genere? In questo momento, come tutti possiamo vedere, siamo seduti faccia a faccia con qualcuno che è venuto al mondo per essere un maestro di monaci e un capo di uomini"
Huangbo rispose "Vi prego di notare che non ho detto che non esiste lo Zen. Ho semplicemente notato che non ci sono maestri!»

### Vincere la paura
Quando ormai Huángbò era diventato un inflessibile e in qualche modo temuto maestro Zen, egli capì la natura della paura negli allievi quando sentivano la dottrina del Vuoto:
Egli insegnava che la "non-azione" fosse la porta del Dharma ma: